# Zhang Ze
Zhang Ze (chinesisch 张泽, Pinyin Zhāng Zé; * 4. Juli 1990 in Nanjing) ist ein chinesischer Tennisspieler.

## Karriere
Zhang Ze spielt hauptsächlich auf der ATP Challenger Tour, versucht sich aber immer wieder einmal auf der ATP World Tour und konnte dabei auch schon den einen oder anderen Erfolg feiern. So erreichte er beispielsweise bei den China Open 2012 das Viertelfinale, nach Siegen über Wu Di in der ersten Runde und Richard Gasquet im Achtelfinale. Schließlich scheiterte er im Viertelfinale am Deutschen Florian Mayer. Sein erstes Spiel bei einem Grand-Slam-Turnier hatte er 2014 nach überstandener Qualifikation bei den Australian Open 2014. Er traf in der ersten Runde auf den an Position 31 gesetzten Spanier Fernando Verdasco und verlor in vier Sätzen. Ein Jahr später konnte er sich erneut für die Australian Open qualifizieren und unterlag dieses Mal in vier Sätzen Lleyton Hewitt.
Auf der Challenger Tour erreichte er zum ersten Mal ein Finale in Fargʻona. 2010 spielte er sich dort als Qualifikant bis ins Endspiel und stand dem Russen Jewgeni Kirillow gegenüber, verlor das Spiel jedoch in drei Sätzen mit 3:6, 6:2 und 2:6. Den ersten Titel auf der Challenger Tour holte er 2016 an der Seite von Gong Maoxin bei dem Turnier in Chengdu. Seinen ersten Einzeltitel gewann er 2017 in San Francisco, als er ebenfalls als Qualifikant im Finale den an Position 7 gesetzten Kanadier Vasek Pospisil in drei Sätzen schlug.

## Erfolge
| Legende                     |
| Grand Slam                  |
| ATP World Tour Finals       |
| ATP World Tour Masters 1000 |
| ATP World Tour 500          |
| ATP World Tour 250          |
| ATP Challenger Tour (13)    |

### Einzel

#### Turniersiege
| Nr. | Datum            | Turnier       | Belag         | Finalgegner     | Ergebnis         |
| --- | ---------------- | ------------- | ------------- | --------------- | ---------------- |
| 1.  | 12. Februar 2017 | San Francisco | Hartplatz (i) | Vasek Pospisil  | 7:5, 3:6, 6:2    |
| 2.  | 5. August 2018   | Chengdu       | Hartplatz     | Henri Laaksonen | 2:6, 5:2 Aufgabe |

### Doppel

#### Turniersiege
| Nr. | Datum              | Turnier      | Belag     | Partner     | Finalgegner                          | Ergebnis          |
| --- | ------------------ | ------------ | --------- | ----------- | ------------------------------------ | ----------------- |
| 1.  | 6. August 2016     | Chengdu (1)  | Hartplatz | Gong Maoxin | Gao Xin Li Zhe                       | 6:4, 6:2          |
| 2.  | 11. März 2017      | Zhuhai       | Hartplatz | Gong Maoxin | Ruan Roelofse Yi Chu-huan            | 6:3, 7:64         |
| 3.  | 21. April 2018     | Nanchang     | Sand (i)  | Gong Maoxin | Ruben Gonzales Christopher Rungkat   | 3:6, 7:67, [10:7] |
| 4.  | 7. Juli 2018       | Recanati     | Hartplatz | Gong Maoxin | Gonzalo Escobar Fernando Romboli     | 2:6, 7:65, [10:8] |
| 5.  | 4. August 2018     | Chengdu (2)  | Hartplatz | Gong Maoxin | Michail Jelgin Jaraslau Schyla       | 6:4, 6:4          |
| 6.  | 7. September 2018  | Zhangjiagang | Hartplatz | Gong Maoxin | Bradley Mousley Akira Santillan      | kampflos          |
| 7.  | 15. September 2018 | Shanghai     | Hartplatz | Gong Maoxin | Hua Runhao Zhang Zhizhen             | 6:4, 3:6, [10:4]  |
| 8.  | 21. Oktober 2018   | Ningbo       | Hartplatz | Gong Maoxin | Hsieh Cheng-peng Christopher Rungkat | 7:5, 2:6, [10:5]  |
| 9.  | 27. Oktober 2018   | Liuzhou      | Hartplatz | Gong Maoxin | Hsieh Cheng-peng Christopher Rungkat | 6:3, 2:6, [10:3]  |
| 10. | 17. Februar 2019   | Bangkok      | Hartplatz | Gong Maoxin | Hsieh Cheng-peng Christopher Rungkat | 6:4, 6:4          |
| 11. | 10. März 2019      | Zhuhai (2)   | Hartplatz | Gong Maoxin | Max Purcell Luke Saville             | 6:4, 6:4          |